# Pezotagasta bredoi
Pezotagasta bredoi är en insektsart som beskrevs av Vitaly Michailovitsh Dirsh 1961. Pezotagasta bredoi ingår i släktet Pezotagasta och familjen Pyrgomorphidae. Inga underarter finns listade i Catalogue of Life.